# Ștafetă

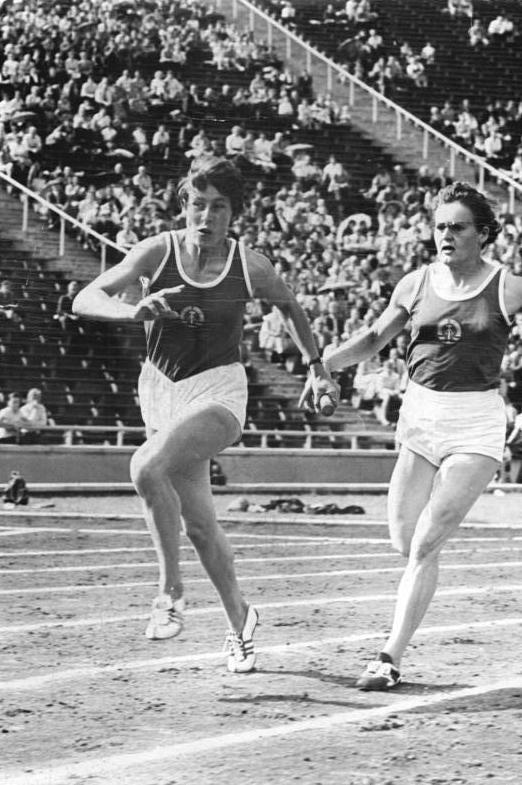
Ștafetă

Ștafetă este o probă atletică sau concurs sportiv la alergări, schi, înot, care constă în parcurgerea unei distanțe regulamentare de 400 m, 300 m, 200 m, 100 m, în patru părți egale, de către o echipă compusă din patru persoane, care străbat succesiv distanța repartizată, cu obligația de a transmite coechipierului următor un obiect convențional, care trebuie dus la punctul final.